# 카럴 더 스멧
카럴 더 스멧(네덜란드어: Karel De Smet, 1980년 8월 21일 ~ )은 벨기에의 축구 선수로 포지션은 수비수이다.

## 선수 경력
2013년에 K리그의 대전 시티즌에 입단하였다. 2012시즌 대전 소속이였던 케빈 오리스의 추천으로 인해 영입된 선수였다.
그러나 시즌 전 부상으로 단 한경기도 출장하지 못한채 팀에서 방출되었다.